# سوفیا میلوس
سوفیا میلوس (انگلیسی: Sofia Milos؛ زادهٔ ۲۷ سپتامبر ۱۹۶۹) هنرپیشه اهل سوئیس است. وی از سال ۱۹۹۲ میلادی تاکنون مشغول فعالیت بوده‌است. از فیلم‌هایی که وی در آن نقش داشته‌است، می‌توان به فرقه و مافیا! اشاره کرد.